# 關隴集團
關隴集團，又稱關隴世族、關隴門閥、關隴軍事貴族、關隴胡漢集團、武川集團。關隴集團一詞由陳寅恪所創，是指北朝的西魏、北周至隋、唐期間，籍貫為陕西关中和甘肃陇山周围的門閥士族，范围为陕西、甘肃、宁夏、内蒙古阴山周围，漢胡混血、文武合流是其。在鮮卑拓跋部統治下，他們佔據了當時的統治階層。關隴集團不但以武川人為濫觴，數個朝代的肇造者亦出於武川，或武川人後代。清代考據學史家趙翼所著的《廿二史箚記‧卷十五》提到：「北周隋唐皆出自武川。」
陈寅恪《金明馆丛稿二编》曾如此形容關隴集團：“取塞外野蛮精悍之血，注入中原文化颓废之躯，旧染既除，新机重启，扩大恢张，遂能别创空前之世局。”他並多次引用《庾子山集》，证明關隴士族与鲜卑胡姓的关系。

## 歷史

### 北魏至北周时期：發源
北魏太武皇帝延和年間，為了防禦柔然南侵，在首都平城（今山西省大同市）北側的長城沿線（今內蒙古南部至河北省北部一線）設置了許多鎮，其中最為重要的是懷朔鎮（今內蒙古固陽縣西南）、武川鎮（今內蒙古武川縣西）、撫冥鎮（今內蒙古四子王旗東南）、柔玄鎮（今內蒙古興和縣西北）、沃野鎮（今內蒙古鄂爾多斯右翼旗）、懷荒鎮（今河北省張北縣），合稱六鎮，又稱北鎮。由於北魏與柔然關係緊張，雙方不時發生軍事衝突。北魏朝廷將部分被編入軍戶的鮮卑貴族遷至六鎮，令之為鎮民兼軍士，「配以高門子弟，以死防遏」，並設有鎮將總攬當地軍政。彼時六鎮地位崇高，被譽為「國之肺腑」，身為六鎮之民是相當尊榮的，且擁有仕宦（升遷做官）、復除（免除賦役）等特權，「當時人物，忻慕為之」。六鎮之民多為鮮卑貴族，後來還有一部分漢人豪強。
然而到了孝文帝太和年間，柔然和高車對抗，北魏的北面國防壓力大減。孝文帝欲向南經營，不久便遷都洛陽遠離邊境，政治、經濟與外交重心隨之南移，使六鎮的戰略地位大不如前。六鎮之民遠在邊境，漢化遲滯，逐漸與洛陽的鮮卑貴族在文化上形成差距，經濟上亦處於弱勢。隨著孝文帝改革一系列漢化政策的深入，六鎮之民被轉為府戶，軍戶身分被免除，特權被取消，社會地位大幅下降，受內地人歧視，「有司乖實，號曰府戶，役同廝養」。朝廷甚至將罪犯發配六鎮為兵，形同流放之地；當地對於改革的反感不斷累積，保留鮮卑舊俗的六鎮鮮卑與漢化的洛陽鮮卑之間的矛盾亦不斷激化。宣武帝時，六鎮飢荒，終於引爆六鎮之亂，北魏全國陷入嚴重動盪。後權臣爾朱榮平六鎮之亂後起而掌控朝權，孝莊帝又殺死爾朱榮。之後爾朱家族在晉陽合兵，推元曄登帝位。殺死孝莊帝。三年（531年），廢元曄改立廣陵王恭，是為節閔帝。同年，鮮卑化漢人高歡於信都為孝莊帝舉喪，聲討爾朱氏，並奉元朗為帝，發兵殺入洛陽。後又改立平陽王修，這就是孝武帝。孝武帝無法忍受成為高歡傀儡，乃與關中鎮將賀拔岳聯繫，被高歡發現。高歡先發制人，於中大通六年（534年）殺賀拔岳。孝武帝讓宇文泰繼續統帥賀拔岳軍，鎮守關中。同年，孝武帝下詔歷數高歡罪狀。高歡聞知後派兵進攻洛陽，孝武帝逃入長安，投奔宇文泰。高歡只能改立元善見，是為東魏孝靜帝，並遷都於鄴。孝武帝西逃長安後，不久為宇文泰所弒，宇文泰改立元寶炬為帝，是為西魏文帝。至此，北魏分為東魏、西魏，最終分為「漢化鮮卑人」宇文泰、「鮮卑化漢人」高歡兩大集團，皇帝成為傀儡，不久更為二者所篡。
從這場動亂中崛起的有鮮卑化漢人高歡與敕勒人賀拔岳。北魏大權盡歸高歡，而賀拔岳控關中、隴西地區，並統領著一批前武川鎮將士。後來高歡用計令侯莫陳悅殺死賀拔岳，並派侯景去接收賀拔岳的部隊。不料，賀拔岳的部下奉戴武川鎮出身的宇文泰為主，侯景無功而返。自此，高歡和宇文泰兩人各自擁立皇帝，使北魏分裂為東魏和西魏。由於西魏政權主要割據關隴地區，國土人口遠遜於佔有廣大山東地區（包括今山西省、河南省、河北省及山東省）的東魏和南方的南梁。宇文泰推动胡化政策，集西魏之鮮卑貴族與漢人士族為一個緊密的胡漢同盟，「物資上應處同一利害之環境，精神上亦必俱同出一淵源之信仰，同受一文化之薰習，始能安內反側，外禦強敵」。宇文泰創立府兵制，設置八柱國，督十二大將軍及二十四開府，各職位兼容鮮卑人與漢人；同時採軍政合一，八柱國和十二大將軍既是軍隊統帥，也是政治核心。宇文泰又採蘇綽建議，奉行關中本位政策，就割據之土依附古昔，強調關中地區為漢文化正統，「不復以山東、江左為漢化之中心也」。仿《周禮》建立六官，施政以儒家學說為根本，「先治心、敦教化、盡地利、擢賢良、恤獄訟、均賦役」。除了重用關隴當地士族，更將西遷避禍的鮮卑貴族和原籍山東的士族均改易郡望為關隴，以斷絕其思鄉之情及地域歧見；同時鼓勵胡漢通婚，消除民族隔閡，逐漸形成一支新的關中士族（以京兆韋氏、河東裴氏、河東柳氏、河東薛氏、弘農楊氏、京兆杜氏為大姓）。八柱國、十二大將軍與關中士族，這便是关陇集团的基礎。八柱國家族以宇文家族為首，對抗東魏、篡西魏建立北周、滅北齊統一北方，戰功彪炳。到了唐代，人們仍然津津樂道八柱國家族的榮耀，曰：「今之稱門閥者，咸推八柱國家；當時榮耀，莫與能比！」

### 隋至唐前期：發展與巔峰
北周武帝攻滅北齊，統一了華北，卻在統一全國前病逝。其子北周宣帝行事乖戾，繼位後不久即禪讓予七歲幼子北周靜帝，自詡為太上皇而耽於遊樂，政事全交給天元皇后楊麗華的父親，外戚楊堅（即後來的隋文帝）。北周末期，軍事將領已由漢人佔多數，楊堅得以輕易地篡奪政權，建立隋朝。楊堅之父楊忠為武川人，北周十二大將軍之一，楊堅之妻獨孤伽羅（即後來的獨孤皇后）則是八柱國之一獨孤信的七女。可見此時期關隴集團各家族之間藉由通婚強化了聯繫，政治影響力更形提高。隋取北周而代之，不過是關隴集團內部的一次權力轉移，由同為武川出身的楊氏取代宇文氏。
隋朝末期兵亂四起，李淵（即後來的唐高祖）之祖父李虎亦出於武川，西魏八柱國之一，父李昞則為北周八柱國之一。而李淵之母是獨孤信的四女，李渊同时也是隋文帝杨坚的妻甥、隋炀帝杨广的姨表兄。可見李唐皇室與楊隋皇室同為關隴集團，先祖皆出於武川，彼此之間又有著親屬关系。李淵之所以能夠輕易攻陷大興（長安），討平諸侯一統天下，爭取到關隴集團其他成員的支持是很重要的因素。陈寅恪曾评价道：“李唐皇室者唐代三百年统治之中心也，自高祖、太宗创业至高宗统御之前期，其將相文武大臣大抵承西魏、北周及隋以来世业，即宇文泰‘关中本位政策’下所结集团体之后裔也。”关陇集團作為核心，基本上主导了隋至唐初期的政治格局和走向。這段時期門閥政治的特徵十分明顯，改朝換代並不影響關隴集團的政治地位。隋代雖已开始實行科举制度，寒门與庶族士人得以参与政治，但多不居显位，难有大作为。
自南北朝以來，社會便流行以門閥評定一個人的地位高低。唐初世族主要有四大門閥且各有所尚：山东士族尚婚姻；江左士族尚人物；关中士族尚冠冕，代北士族尚贵戚。众多世族大家之中，以山东七姓十家（太原王氏、范陽盧氏、清河崔氏、博陵崔氏、隴西李氏、趙郡李氏、滎陽鄭氏）最为显贵，就连唐初名臣房玄龄、魏徵、李昉等人均争相与山东士族联姻。以李唐皇室为代表的关陇集團为了巩固地位，着意改组世族大家排名。唐太宗李世民继位后，在閱覽编成的《氏族志》时不满道：“我于崔、卢、李、郑无嫌，顾其世衰，不复冠冕，犹恃旧地以取赀，不肖子偃然自高，贩鬻松槚，不解人间何为贵之？”于是命高士廉編著《氏族志》，将天下氏族分为九等，第一等为李唐皇族，第二等是外戚；表示皇族才是最高等，以贬斥士族，压抑舊有的门阀势力。

### 武周至唐後期：衰弱和終結
唐太宗死后，关陇集团的首腦长孙无忌自恃拥立唐高宗之功，专横排斥政敌。而武则天则以美色讨好高宗，高宗也出于自身加强皇权的需要，利用“废王立武”等连续事件使长孙无忌倒台，离开政权核心。武则天雖係关陇集团出身，却是疏远的家系，祖籍并州文水县（今山西省文水县），並非关陇集团的傳統地理范围；其母杨氏雖出身于隋朝宗室，但其父武士彟原只是商人，因追随李渊開國有功而受封，並無关陇集团背景。故在武周時期，武則天为了巩固政權，著手瓦解原李唐核心的关陇集团，採用酷吏、崇尚进士文词詩賦之科、使文武分流、延揽不满关陇集团大權在握的外地士族。科舉制虽然在隋代便已實行，但中举的考生少有登高位者，主要权位还是为关陇集团所掌控。直到武则天积极任用举人、進士及第，以鞏固武周政權，才打破此一局面。武则天病重，张柬之等人乘机发动神龙革命，推翻武周政权，李唐皇室復位。
唐玄宗在開元時期多繼續任用武周晋升的举人，但在天寶以後便渐渐提拔李林甫等關中士族上位，一定程度上恢复了关陇集团的統治。直到安史之乱、牛李党争，关陇集团的优越地位迅速下降，科举出身者位居朝廷要职的情况愈来愈普遍；加上唐代后期宦官干政甚至掌握兵权、杀废皇帝，这些都嚴重地削弱了关陇集团的影响力。黄巢之乱后，數百年以來的社會階級隨著唐朝滅亡一同瓦解，傳統士族死傷殆盡，地方藩鎮势力崛起，門閥政治無以為繼，關隴集團也不復存在了。

## 关陇集团崛起的原因
为了在关陇地區鞏固西魏政權，對抗國力較為強大的東魏和南梁，宇文泰奉行蘇綽的关中本位政策。該政策宣傳關中地區自周朝以來的文化正統性，將外來菁英的郡望一律改易關隴，重用關中士族與儒家學說；同時沿襲北魏孝文帝的漢化政策，鼓勵鮮卑貴族同漢人士族聯姻。胡漢融合的結果，西遷的鮮卑貴族及鮮卑化漢人最終漢化，而關中士族也感染了前者的剽悍尚武。胡漢混血、文武合流成為關隴集團的一大特色，“融冶关陇胡汉民族之有武力才智者”，其人“入则为相，出则为将，自无文武分徒之事”。加上關隴集團原先並非北魏最顯赫尊貴的強宗豪族，門第之見不那麼嚴重，亦重視才能和功勳，大大加速了此一融合過程。關隴集團得以迅速整合為一個強大的菁英集團，使西魏北周興盛不輟，統一北方；又於隋唐兩度統一全國，始終佔據統治階層。此一時期頗有“武人政治”色彩，和后来宋朝的“文人政治”、“官僚政治”有着明顯的不同。這種重視士人文武兼修的風氣，直到武周時期科舉抬頭後逐漸衰退。

## 反對説法
岑仲勉反對曰：“况随宇文泰入关之北族，虽暂改河南郡望为京兆，但至唐时已大都恢复其河南郡望，唐室如真出自赵郡，又何礙于陇西而坚持不改？陈氏之说，殊未可信。”“陈氏必要把僧孺、令狐楚排出于西魏以来关陇集团之外，无非歪曲史实以迁就其臆见。”汪荣祖《陈寅恪评传》則认为岑氏對於陈说赵州昭庆二陵及《光业寺碑》未能提出反证，无法动摇陈说。
黄永年认为關隴集團只存在于西魏、北周和隋初期，隋炀帝时因把政治中心東移，並引入原南朝官僚來制衡北方官僚而逐渐衰落解体，唐初已不复存在。唐高祖时期的功臣和宰相出身关陇的不及半数，并不足以称为一个集团。

### 引用
1. ↑  《陈寅恪魏晋南北朝讲演录》第十九篇 宇文氏之府兵及关陇集团 三、关陇本位政策与关陇集团的形成：“宇文泰更改府兵将士的郡望与姓氏，是要是他所带来的山东人与关内人混而为一，使汉人与鲜卑人混而为一，组成一支籍隶关中、职业为军人、民族为胡人、组织为部落式的强大军队，以与东魏、梁朝争夺天下。这就在关中地区形成了一个集团——关陇集团。这个集团是一个统治集团。”
2. 1 2  陈寅恪：《唐代政治史论述稿》
3. ↑  [唐]柳芳：《姓系论》：山东之人质，故尚婚娅，其信可与也；江左之人文，故尚人物，其智可与也；关中之人雄，故尚冠冕，其达可与也；代北之人武，故尚贵戚，其泰可与也。
4. ↑  《旧唐书·卷六十五·列传第十五》
5. ↑  岑仲勉.  1. 文昌書局. 1958.
6. ↑  岑仲勉.  2. 文昌書局. 1979.
7. ↑  黄永年：《关陇集团到唐初是否继续存在》